# Eduardo Caba
Eduardo Caba Balsalia (Potosí, Bolivia, 1890-La Paz, Bolivia, 1953) fue un compositor nacionalista, un pianista y un profesor de música boliviano. Pasó la mayor parte de su vida profesional en Buenos Aires y sus últimos diez años en La Paz y vivió unos dos años en Montevideo con su familia

## Biografía
Nació en Potosí el 13 de octubre de 1890. Sus padres fueron el Dr. Gregorio Caba, distinguido médico boliviano, y Adelina Balsalia, dama italiana de gran cultura dotada de un fino temperamento musical. Al decir de Salas y Pauletto (1938), "su madre fue su primera maestra en música; ella le ayudó a dar los primeros pasos en este difícil arte de los sonidos". Gracias a sus estudios musicales tempranos, ya "había compuesto una serie de obras de salón, marchas, mazurcas y valses" (Parrado, 2014) a sus 14 años. 
En 1925 viaja a Santiago de Chile y en 1926 se muda a Buenos Aires y termina sus estudios superiores de armonía. Ahí tomó clases con el compositor argentino Felipe Boero. En 1927 obtuvo una beca por ley del Congreso boliviano que le permitió ir a perfeccionarse a Madrid donde fue distinguido alumno de Joaquín Turina y Pérez Casas. Pero el gobierno boliviano rehusaba cumplir el compromiso y Caba debió dejar de lado sus estudios. Poco después retornó a Buenos Aires donde se ha "radicado entre los argentinos, sus buenos amigos". Ahí ganó más fama y sus composiciones fueron interpretadas en el Teatro Colón. En 1942 Caba volvió de Buenos Aires a la patria tras ser nombrado director del Conservatorio Nacional de Música de la ciudad de La Paz.
Ya al iniciar su carrera, "Caba ha merecido los elogios del erudito musicólogo español Adolfo Salazar", subrayan Salas y Pauletto, que citan los comentarios de Salazar en su notable obra Música y músicos de hoy (1928) y en sus artículos en el diario El Sol de Madrid.
Sus composiciones fueron ejecutadas en el salón de La revue musicale en París por el pianista español Ricardo Viñes, uno de los más activos difundores de las obras de Caba, y el musicólogo francés y fundador de la dicha revue Henry Prunières "lo juzgaba uno de los más representativos valores americanos". Ninon Vallin, una soprano francesa que permaneció frecuentemente en Buenos Aires, regresando veinte temporadas en el Teatro Colón, también cantó en obras de Caba.

## Estilo
Los musicólogos Salas y Pauletto consideran a Caba como un "compositor intuitivo de motivos vernáculos de su patria". El aspecto vernáculo es indudablemente el más característico del lenguaje musical de Caba.
Pero el carácter intuitivo de la obra de Caba es probablemente el más interesante, y es interesante entender el origen de esta "intuición". Salas y Pauletto, que conocieron personalmente a Eduardo Caba, la explican así:

Nacido al lado de los indios, con quienes convivió en su infancia, no es extraño que asimilara integralmente sus medios de expresión musical. Caba no es un folclorista, en la estricta acepción de la palabra, sino un compositor intuitivo, que crea sus motivos como lo hacen los mismos indígenas, es decir, tratando de transmitir sus tradiciones, danzas y cantares, porque él mismo se siente engendro del terruño, indio también.

Según el músico Pablo Mendieta Paz:

El análisis de la música de Caba evidencia técnicamente la exposición de un lenguaje basado en escalas pentatónicas (...), o bien modales (...), cuyos trazos solemnes en ambos son evocadores de una concentración de recursos sonoros privativos del Ande boliviano.

Un ejemplo representativo de la música de Caba es su danza Kollavina, interpretada recién por el guitarrista boliviano Marcos Puña, y presentada en el libro de los mencionados musicólogos.

## Vida privada
Eduardo Caba se casó en Buenos Aires, (Argentina) con María del Carmen Huergo y tuvo dos hijos, Gregorio y María Adelia.

## Principales obras
- 9 Aires indios (de Bolivia)
- Aires indios de Bolivia:
  - Andantino
  - Con reposo
  - Reposado muy expresivo
  - Calmado y expresivo
  - Andantino
  - Allegretto
- Ocho motivos folklóricos de los valles de Bolivia:
  - Allegretto
  - Alegre moderato y expresivo
  - Alegre y ritmo justo
  - Andante expresivo
  - Allegretto expresivo
  - Un poco lento y expresivo
  - Moderato
  - Alegre moderato.
- Flor de bronce
- Kapuri (La Hilandera)
- Flor de amor
- Kollavina
- Indiecita
- Kori-Killa (Luna de oro)
- Himno al Sol, (versión para piano)
- Potosí, poema sinfónico que comprende:
  - Leyenda Kechua
  - Monólogo Kechua
  - Danza Kechua.
- Danzata, que comprende una serie de cuatro danzas para cuarteto de laúdes...